# 루구호

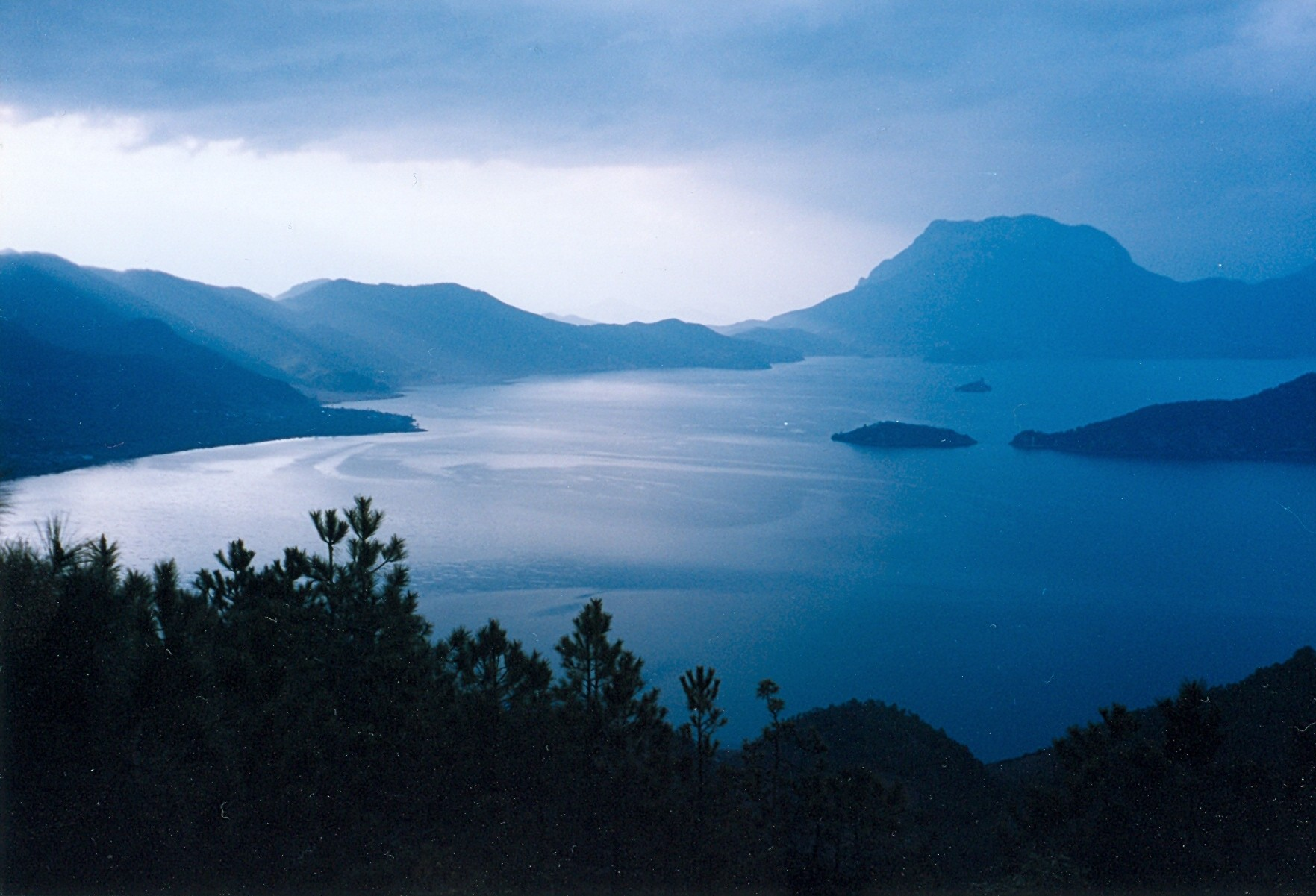
루구 호

루구 호(노고호, 중국어: 泸沽湖, 병음: Lúgū Hú)는 중화인민공화국 남서부의 윈구이고원에 있는 담수호이다. 쓰촨성 량산 이족 자치주 옌위안 현과 윈난성 리장 시 닝랑 이족 자치현의 사이에 걸치고 있다. 리장 시 중심부에서 북동쪽으로 202km의 위치에 있다.
호면의 해발은 2,685m의 높은 곳에 있다. 면적은 48.5 km2이고 수심은 깊으며, 가장 깊은 부분은 93.5m에 이른다. 주위는 높은 산에 둘러싸여 있고 호수 안에는 8개의 섬이 있다.
주변에 사는 민족은 나시족의 일부를 이루는 마사족으로 불리는 사람들로 모계 제도의 사회를 계속 지키고 있다.